# Eublemma sepulcralis
Eublemma sepulcralis là một loài bướm đêm trong họ Erebidae.